# Furesø
Furesø, der er Danmarks dybeste sø, ligger i Nordsjælland ca. 12 km i luftlinje fra Københavns centrum. Den ejes af Miljøministeriet og administreres af Naturstyrelsens lokale enhed i Østsjælland. Den er en del af Mølleå-systemet, samt den største sø i dette system. Søen tilføres vand fra Mølleåen, som udspringer i afløbet fra Bastrup sø og løber gennem Farum sø, før den kommer ind i Furesø ved Fiskebæk og løber ud ved Frederiksdal, og videre til Lyngby sø og Bagsværd sø, før den efter 40 km ender i Øresund. Desuden tilføres vand til Furesø via en kanal fra Vejlesø.
Furesøen hed oprindeligt Fuursø, fra fuur, det gamle navn for træarten fyr. Skovfyrren var – sammen med birketræet – et af de første træer, som kom til Danmark efter istiden, og søen har derfor tidligere været omgivet af en "urskov" af skovfyr.
Søens areal er på 940 ha (9.400.000 m²) og dermed Nordsjællands tredjestørste sø efter Arresø og Esrum Sø, med en største vanddybde på 37,7 meter. Der er om sommeren sejlads på søen med Baadfarten. Desuden findes sejlklub, roklub mv. – ligesom der er mulighed for at leje mindre både og kanoer. Langs Furesøens nordlige bred mellem Farum, gennem Bistrup og til Holte ligger et våd-, mose- og engområde, der kaldes Vaserne, hvor talrige tørvegrave fra 2. verdenskrig veksler med ellesumpe og danner et varieret landskab. Vaserne er kendt for sit rige fugleliv, bl.a. er her en bestand af nattergale. I hver sin ende af søen er der indrettet badestrande: Frederiksdal Fribad og Furesøbad. Ved Frederiksdal Fribad ligger resterne af et middelalderligt voldsted, ved navn Hjortholm Voldsted. Søen udgjorde tidligere grænsen mellem Københavns Amt og Frederiksborg Amt.
Furesø er beskyttet naturtype 3150 i det europæiske NATURA 2000-netværk., og er både habitatområde og fuglebeskyttelsesområde. Flere områder er fredet: Vaserne , Næsset , ved Frederiksdal  og ved Stavnsholt.

## Historie

### Efter istiden
Furesøen er en del af et udstrakt tunneldalsystem, som blev dannet af floder, da istidens kalot smeltede for 10.000 – 12.000 år siden. Et enormt vandtryk nærmest spulede store huller i undergrunden. Det er bemærkelsesværdigt, at vandretningen dengang var den modsatte af i dag, idet isranden stod mod vest.
Istiden efterlod sig et landskab, fyldt med større og mindre søer. Dybdemæssigt er Furesø delt i to områder: Hovedbassinet med en gennemsnitlig dybde på 16,5 m og Store Kalv, som er væsentlig mere lavvandet med en gennemsnitlig dybde på 2,5 m. Søbunden i hovedbassinet er meget kuperet med skrænter, der visse steder går 20 meter lodret ned i dybet.

### Menneskelig påvirkning
Allerede i midten af det 19. århundrede begyndte de første ferskvandsbiologer, som O.F. Müller, senere Wesenberg-Lund og C.V. Otterstrøm, at undersøge og skrive internationalt anerkendte afhandlinger om søen. I starten af det 20. århundrede var man begyndt at udlede spildevand til søen, og de indeholdte næringsstoffer resulterede i en overdreven algeproduktion med deraf følgende grønt og grumset vand om sommeren. Derudover blev fordelingen mellem rovfisk og fredfisk skæv. I 1970'erne reducerede man udledningen af spildevand, og i 2002 var niveauet for udledning af spildevand som omkring 1910. Furesø og resten af Mølleå-systemet har mindre mængder PFAS.

### Naturgenopretning
Omkring år 1900 var søen kendt for at være en af nordeuropas reneste. Søens bund havde stadigvæk et for højt indhold af fosfor, hvorfor der i 2003 påbegyndtes et stort restaureringsprojekt, som skulle forbedre natur og miljø i søen og føre den tilbage til dens tilstand omkring år 1900. Projektet blev finansieret af midler fra EU samt Frederiksborg amt og Farum kommune, og afsluttedes i 2006.

### Fiskeri
Det er tilladt at fiske over alt i søen. Man kan fange gedde, skaller, aborre, sandart, brasen, men der må ikke landes ål.

## Kunst og kultur
Furesøen som tema forekommer i dansk kunst. 
Fra 1833 stammer Udsigt fra Kongevejen over Furesøen i nærheden af Rudersdal, et landskabsmaleri af C.W. Eckersberg med Furesøen i baggrunden,
men ganske mange andre kunstmalere har benyttet Furesøen som motiv, blandt andet Anton Eduard Kieldrup.
I poesien har digteren Christian Winther gjort Furesø kendt ved sit digt: Flyv, Fugl! flyv over Furesøens vove!.
I Hans Vilhelm Kaalunds digte "Konen ved Ledet i Frederiksdal" og "Ved Fuursøen" hører man også om Furesøen.